# Kinderlyrik
Unter den Begriff Kinderlyrik fallen alle für Kinder und von Kindern geschriebenen lyrischen Texte, wie Kinderreim, -gedicht und -lied. Begrifflich klar abgrenzen lassen sich die drei Kategorien nicht voneinander, sie werden häufig auch synonym verwendet.

## Herkunft und Entstehung
Lyrische Texte für Kinder hat es schon in frühen Zeiten gegeben, doch sind Aufzeichnungen und Belege vor dem 19. Jahrhundert selten und sporadisch und wenn es sie gibt, handelt es sich überwiegend um Fragmente. Die frühesten Überlieferungen stammen aus der Zeit der Renaissance, dazu gehören die noch immer bekannten Verse „Lirum, larum, Löffelstiel“ (1572) und „Schlaf, Kindlein, schlaf“ (1662). Einigen Kinderreimen liegen uralte Wurzeln zu Grunde. Sie verweisen auf Anschauungen aus heidnischer Zeit oder gelten Gestalten wie Frau Holle, Hexen, und Männlein (Bi-Ba-Butzemann). Zu Beginn des 19. Jahrhunderts brachten Achim von Arnim und Clemens Brentano die Sammlung »Des Knaben Wunderhorn« heraus, deren dritter Band (1808) als Anhang Kinderlieder und -verse enthält. Damit mehrte sich das Interesse an volkstümlicher Kinderlyrik und in vielen deutschsprachigen Ländern begann man mit dem Sammeln.
Den ersten bedeutenden Erfolg auf diesem Gebiet verzeichnete K. Simrock mit seiner Sammlung »Deutsches Kinderbuch« im Jahre 1848. Es wurden auch Kinderreimanthologien herausgebracht, die sich auf bestimmte Regionen oder Dialekte bezogen. So z. B. die »Kinder- und Ammen-Reime in plattdeutscher Mundart« von Heinrich Smidt gesammelt und in Bremen veröffentlicht oder August Stöbers »Elsässisches Volksbüchlein, Kinderwelt und Volksleben, in Liedern Sprüchen, Räthseln, Spielen, Märchen, Schwänken, Sprichwörtern u. s. w., mit Erläuterungen und Zusammenstellungen, einem Sachregister und einem Wörterbuch«, welches er 1842 in Straßburg verlegt hat.

## Gestaltung, Themen und Verwendung
Die meisten der überlieferten Kinderverse kennen keinerlei autorisierte Formen und sind daher sehr flexibel und dynamisch und finden sich in vielerlei Variationen. Sie drücken Freude an Klangspielereien und lustigen Wortbildungen aus und bedienen sich zum großen Teil mundartlicher Wendungen. Oftmals fehlt ein logischer Aufbau und auf Kosten eines Sinnzusammenhangs wird Klang, Reim und Rhythmus der Vorzug gegeben.
Besonders der Kinderreim zeichnet sich zumeist durch Einstrophigkeit, einen formelhaften Anfang und einen pointierten Schluss aus. Die einzelnen Zeilen sind kurz, prägnant und unkompliziert, neigen jedoch zu Sprunghaftigkeit und halten sich nicht lange bei einem Motiv oder Bild auf.
Für die Mehrzahl der Kinderverse lassen sich die Erwachsenen als Urheber bestimmen und daher gelten sie als pädagogische Gebrauchsliteratur. Mit ihnen soll eine positive Wirkung auf die Kinder erzielt werden, dadurch dass sie das Aufstehen, Anziehen, Essen, Zubettgehen und Einschlafen erleichtern, loben oder bei falschem Verhalten tadeln, bei Schmerz und Leid trösten. Gelegentlich enthalten die Kinderverse auch Mahnungen und Drohungen (Schwarzer Mann, Hexe, Butzemann) und erinnern bisweilen an die strenge alte Hauspädagogik.
Doch die meisten Verse, die mit Gebot, Spott, Bloßstellung, Tadel und Drohung hantieren, sind in einem freundlich-wohlwollenden Ton gehalten und nicht als Einschüchterung des Kindes gedacht.

## Festivals
Auf folgenden Festivals treten regelmäßig Lyriker für Kinder oder Jugendliche auf:
- Kinder- und Jugendprogramm des Internationalen Literaturfestivals Berlin (seit 2001)

## Autoren und Herausgeber von Kinderlyrik
- Georg Bydlinski
- Julia Donaldson: Der Grüffelo, Das Grüffelo-Kind
- Erwin Grosche: Elefa - Elefee - Was macht der Elefant am See? (2007), Gedichte und Sprachspiele Ich hab dich gern – du hast mich gern (2011)
- Josef Guggenmos: Was denkt die Maus am Donnerstag? (1971)
- Uwe-Michael Gutzschhahn: Unsinn lässt grüßen
- Franz Hohler: Es war einmal ein Igel (2011)
- Edmund Jacoby (Hg.): Dunkel war´s der Mond schien helle (1999), Wo kommen die Worte her (2011)
- Heinz Janisch: Kommt ein Boot ...
- Gerald Jatzek: Rabauken-Reime (2011)
- Kristine Knödler (Hg.): Mal deine Wünsche in den Himmel
- Paul Maar: Da bin ich gespannt wie ein Gummiband (Gesammelte Gedichte vom Sams)
- Hans Manz
- Arne Rautenberg: der wind lässt tausend hütchen fliegen (2010), supermann im supermarkt (2012)
- Jens Sparschuh (Hg.): Firlefanz - ganz und gar und gar und ganz
- Fredrik Vahle: Ich und du und der Drache Fu
- Edward van de Vendel: Superguppy (2008), Lieb sein, Superguppy vor (2011), Hier wohnt mein Glück (Hg. Edward van de Vendel)
- Robert Paul Weston
- Frantz Wittkamp

## Kinderlyrik-Anthologien
- 2012: Edward van de Vendel (Hg.), Natalie Tornai (Hg.), Carll Cneut (Illustrationen): Hier wohnt mein Glück - Gedichte für Kinder und Erwachsene